# Arthur Wear
Arthur Yancey Wear (Saint Louis, Missouri, Estats Units, 1 de març de 1880 − Argonne, França, 6 de novembre de 1918) fou un tennista estatunidenc, guanyador d'una medalla olímpica en els Jocs Olímpics de St. Louis de 1904 amb Clarence Gamble com a parella.
El seu germà Joseph Wear també va competir en els Jocs Olímpics en la prova de dobles masculins de tennis però amb parelles diferents. Ambdós germans van guanyar la medalla de bronze, ja que en aquella època no es disputava final de consolació i es guardonaven les dues parelles semifinalistes.
Wear va servir com a capità a la 89a Divisió d'Infanteria durant la Primera Guerra Mundial. Va morir el 1918 mentre participava en l'Ofensiva Mosa-Argonne com a militar estatunidenc dins la Primera Guerra Mundial.

## Jocs Olímpics

### Dobles
| Any  | Campionat                                | Parella         | Oponents | Resultat |
| ---- | ---------------------------------------- | --------------- | -------- | -------- |
| 1904 | Jocs Olímpics, Saint Louis, Estats Units | Clarence Gamble |          |          |